# Longview (Washington)
Longview és una població dels Estats Units a l'estat de Washington. Segons el cens de l'1 de juliol del 2008 tenia 36.562 habitants.

## Demografia
Segons el cens del 2000, Longview tenia 34.660 habitants, 14.066 habitatges, i 8.931 famílies. La densitat de població era de 976,8 habitants per km².
Dels 14.066 habitatges en un 30,9% hi vivien nens de menys de 18 anys, en un 46,5% hi vivien parelles casades, en un 12,3% dones solteres, i en un 36,5% no eren unitats familiars. En el 30,1% dels habitatges hi vivien persones soles el 12,4% de les quals corresponia a persones de 65 anys o més que vivien soles. El nombre mitjà de persones vivint en cada habitatge era de 2,4 i el nombre mitjà de persones que vivien en cada família era de 2,96.
Per edats la població es repartia de la següent manera: un 26% tenia menys de 18 anys, un 8,9% entre 18 i 24, un 27,1% entre 25 i 44, un 22,6% de 45 a 60 i un 15,4% 65 anys o més.
L'edat mediana era de 37 anys. Per cada 100 dones de 18 o més anys hi havia 90 homes.
La renda mediana per habitatge era de 35.171 $ i la renda mediana per família de 43.869 $. Els homes tenien una renda mediana de 38.972 $ mentre que les dones 26.625 $. La renda per capita de la població era de 18.559 $. Aproximadament el 12,3% de les famílies i el 16,7% de la població estaven per davall del llindar de pobresa.

## Poblacions més properes
El següent diagrama mostra les poblacions més properes.